# Orbace
L'orbace (pronuncia orbàce) è un tessuto di lana tipico della Sardegna e, in Sicilia, di Modica, tecnicamente un panno ottenuto mediante una specifica lavorazione che risale a epoche molto antiche.

## Etimologia
Dal sardo orbaci, la cui origine è da ricercare nel italiano albagio o nell'arabo al-bazz, stoffa, tela.
L'armatura è a tela e il colore, tipicamente scuro, è dato con la tintura. La particolarità dell'orbace, ottenuto selezionando i peli più lunghi durante la fase della cardatura, è quella di aver subito, dopo la tessitura, un processo di follatura che ne provoca l'infeltrimento, in modo da ottenere un panno robusto e impermeabile. Normalmente l'orbace viene prodotto in colori scuri, perlopiù nero o grigio.
La follatura richiede di esercitare grandi pressioni sul tessuto imbevuto di acqua calda insaponata, allo scopo di far compenetrare tra loro le fibre e ottenere un tessuto compatto. Questa operazione veniva tradizionalmente effettuata calpestando a piedi nudi i tessuti oppure utilizzando magli appositi (gualchiere), che erano messi in movimento da ruote che sfruttavano la corrente dei fiumi o di altri corsi d'acqua.

## Storia
Di orbace furono i sai dei monaci medioevali, come attesta il fatto che nel Trecento i villaggi del Casentino (patria del panno casentino, molto simile all'orbace) pagavano le tasse ai fiorentini con panni di lana orbace, tessuta per i padri del vicino Eremo di Camaldoli.
In epoche recenti si è diffuso l'uso di altri tessuti di più facile confezione, e l'orbace è rimasto in uso in alcune zone rurali, soprattutto nelle isole maggiori, la Sicilia (di orbace, per esempio, è il costume tipico dei contadini di Modica, provincia di Ragusa) e soprattutto la Sardegna.
In Sardegna, interi villaggi erano dediti alla produzione di orbace (per esempio Arbus e Gonnosfanadiga nella provincia del Sud Sardegna o Tiana in Barbagia  dove ancora si può trovare l'ultimo esemplare di gualchiera in Europa), che costituiva il tessuto più usato per l'abito tradizionale maschile: non solo per i pantaloni in orbace ma anche per sa berrita, copricapo a forma di sacco, il corpetto e anche is ragas, il gonnellino.
Durante il fascismo, all'epoca dell'autarchia, venne incrementato l'uso dell'orbace al posto dei tessuti tradizionali. Vi fu una vera e propria "campagna dell'orbace", che ebbe riflessi positivi sull'economia rurale della Sardegna. Di orbace erano infatti le uniformi della Milizia Volontaria per la Sicurezza Nazionale (le cosiddette "camicie nere") e delle organizzazioni giovanili del regime. Il termine passò così a indicare la divisa fascista (gerarchi in orbace).
L'accostamento tra fascismo e orbace fu tale che non di rado questo tessuto è utilizzato, metonimicamente, per alludere a quell'epoca storica e all'ideologia che la caratterizzò.